# Obstland AG
Die Obstland Dürrweitzschen AG ist ein primär landwirtschaftlich orientierter Mischkonzern in  Sachsen. Zentraler Geschäftsbereich sind ökologisch orientierter und biologischer Obstanbau sowie die Verarbeitung und Vermarktung des hier erzeugten frischen und flüssigen Obstes. Neben den sechs landwirtschaftlich tätigen (darunter vier regulären und einen biologischen Obstbau und eine Ackerbau betreibende, eine Obst vermarktende und eine Obst verarbeitende) Tochtergesellschaften gehören auch noch zwei Handwerksbetriebe und eine Wohnungsverwaltung zum Konzern. Die meisten Früchte werden unter der Produkt-Dachmarke „Sachsenobst“ vermarktet.
Für ihre nachhaltigen Aufbauleistungen wurde das Unternehmen mehrfach im Wettbewerb Großer Preis des Mittelstandes ausgezeichnet.

## Gesellschaft
Die Obstland Dürrweitzschen AG entstand 1990 bei der Reprivatisierung genossenschaftlichen Eigentums aus der LPG Obstproduktion Dürrweitzschen. Die 400.000 einfach vinkulierten Namensaktien (Grundkapital 10,4 Mio. Euro) befinden sich in Streubesitz, im Wesentlichen bei den ehemaligen LPG-Mitgliedern. Die AG ist nicht börsennotiert.
Im Jahr 2024 betrug die Bilanzsumme des Konzerns 41,94 Mio. Euro und der Jahresumsatz 50,8 Mio. Euro.

## Obstanbau
Der Obstanbau wird im sächsischen Hügelland (Raum Grimma/Döbeln/Oschatz) betrieben. Pro Jahr werden durchschnittlich 20.000 t Obst erzeugt, hauptsächlich Äpfel (75 %), Birnen (15 %) Kirschen, Erdbeeren und Pflaumen (10 %).
Die Obstbautradition reicht bis in das 12. Jahrhundert zurück, als Nonnen und Mönche des Zisterzienserordens in den Klöstern (Kloster Buch, Kloster Sornzig, Kloster Nimbschen, Kloster Altzella) für ihre Eigenversorgung Klostergärten anlegten und darin die ersten Obstbäume pflanzten. Später waren es die sächsischen Kurfürsten, die die Anpflanzung von Obstbäumen per Staatserlass förderten. So wurden in dieser Zeit nicht nur besonders viele Stein- und Kernobstbäume an den Rändern der sächsischen Staatsstraßen gepflanzt, sondern auch die Heiratswilligen in Sachsen angehalten, jeder vier, in späterer Zeit gar sechs Obstbäume zu pflanzen.
Der Leisniger Etagenobstbau ging in die Obstbaugeschichte als erster Intensivierungsversuch ein, in Mustergärten die Früchte mehrerer Obstarten auf ein und derselben Fläche zu ernten. Dazu wurden im selben Jahr Pflanzengesellschaften von Bodenkulturen, Sträuchern und hochstämmigen Bäumen in einem ausgeklügelten System von Mischkultur angepflanzt.
Anfang der 1970er Jahre wurde die Landwirtschaft um Dürrweitzschen, Ablaß, Sornzig und Leisnig auf den intensiven Obstbau umgestellt und das gesamte Gebiet unter dem Namen „Sachsenobst“ zu einem der fünf Hauptobstanbaugebiete der DDR (Havelobst, Saaleobst, Elbeobst, Fahner Obst, Sachsenobst) erklärt und ausgebaut.

## Vermarktung
Die meisten der im „Obstland mitten in Sachsen“ gewachsenen und gereiften Früchte werden unter der Produkt-Dachmarke „Sachsenobst“ über die Sachsenobst Vermarktungsgesellschaft mbH sowie in einer Ab-Hof-Verkaufsstelle vermarktet.
Ein Teil der „Früchte aus dem Obstland“ wird in der Kelterei Sachsenobst GmbH bei Döbeln zu Fruchtsäften und -nektaren sowie zu Glüh- und Obstweinen (z. B. das traditionelle „Hirschblut“) veredelt.

## Weitere Aktivitäten
Zur Obstland-Gruppe gehören neben den acht Unternehmen des Kerngeschäftsbereiches (Obst- und Feldbaubetriebe) zwei Handwerksbetriebe und ein Dienstleister:
- Mildensteiner Baugilde GmbH Leisnig, Sitz Grimma - Dürrweitzschen
- Elektro GmbH Mutzschen
- Wohnungsbau- und Verwaltungsgesellschaft mbH Ablaß, Sitz Grimma – Dürrweitzschen

Letztere verwaltet für die AG gegenwärtig Objekte in Dürrweitzschen, Sornzig, Ablaß und
Leisnig sowie 166 Wohneinheiten für Dritte. (Stand 2025)